# Baoshan (Shanghai)

Baoshan

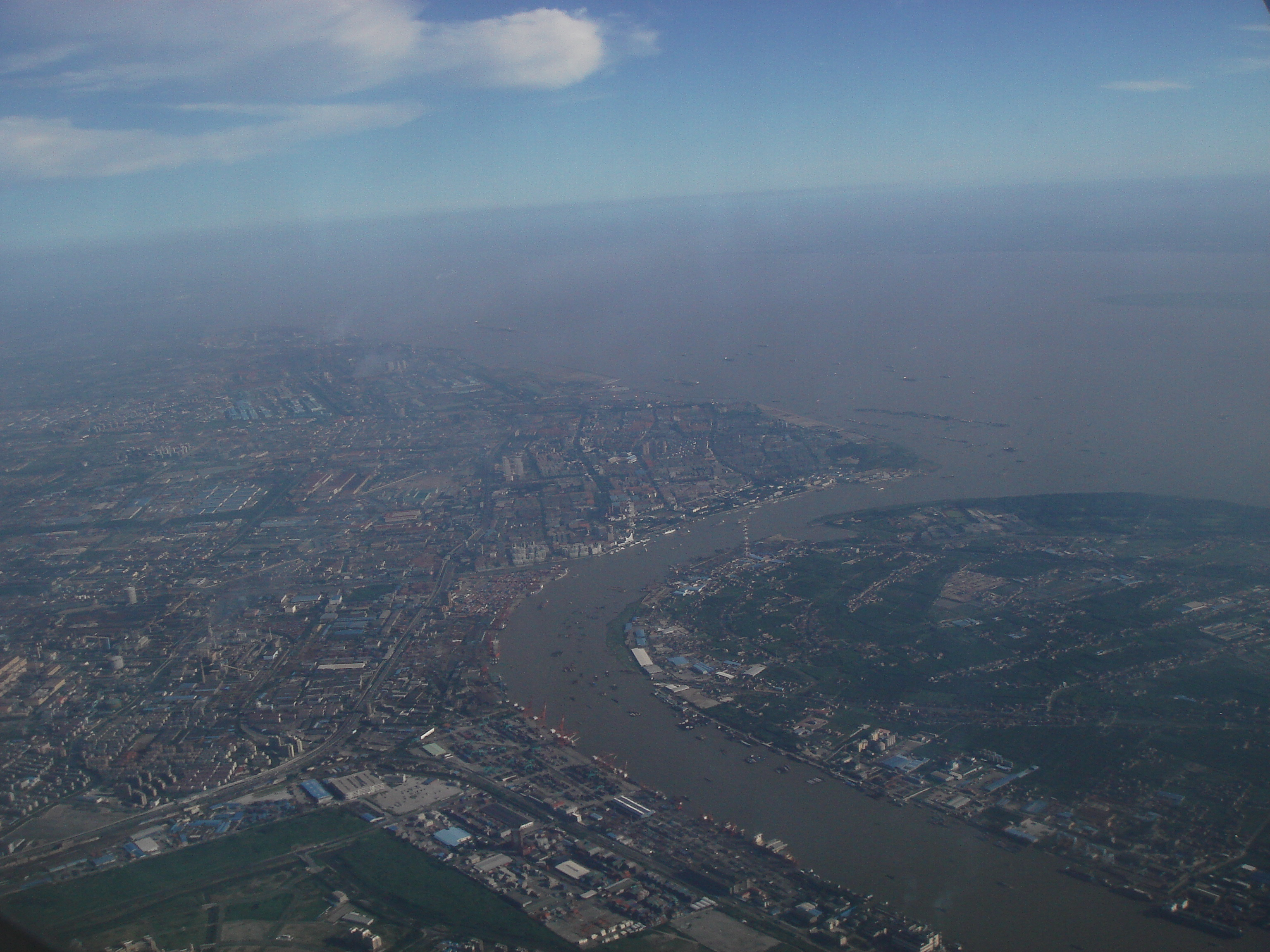
Blick auf Baoshan, gelegen auf der linken Seite des Huangpu-Flusses

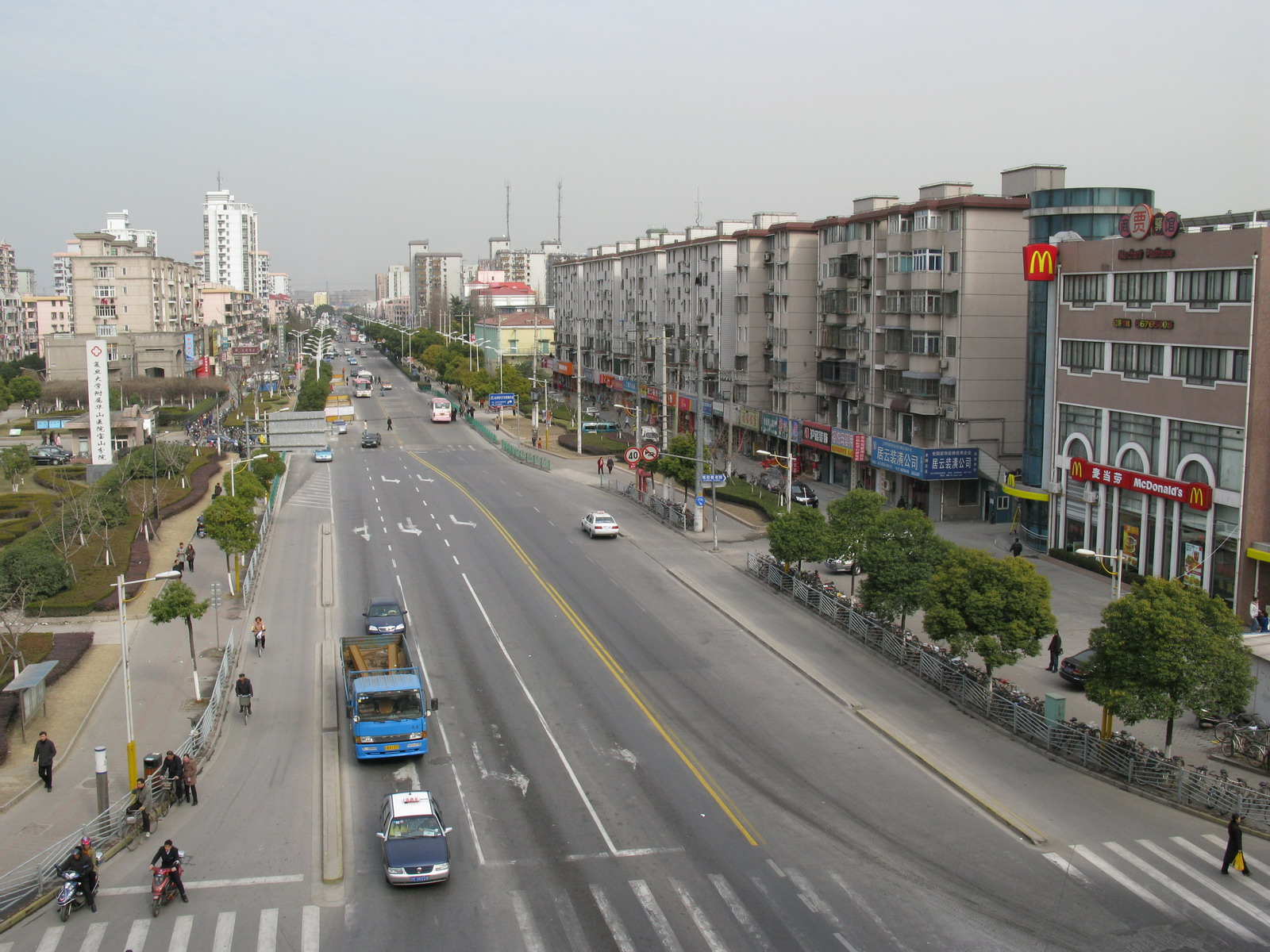
Straße in Baoshan

Baoshan (chinesisch 寶山區 / 宝山区, Pinyin Bǎoshān Qū) ist ein Stadtbezirk in der chinesischen regierungsunmittelbaren Stadt Shanghai. Er hat 2.235.218 Einwohner (Stand: Zensus 2020) auf einer Fläche von 314,9 Quadratkilometern. Die Bevölkerungsdichte beträgt 7.098 Einwohner pro Quadratkilometer.
Baoshan ist der nördlichste Stadtbezirk Shanghais. Er grenzt im Norden an die Mündung des Jangtse und ist bekannt für sein großes Stahlwerk. Östlich der Stadt Baoshan mündet der Huangpu-Fluss in den Jangtse.
1988 ist Baoshan von einem Kreis in den heutigen Stadtbezirk umgewandelt worden.

## Administrative Gliederung
Auf Gemeindeebene setzt sich Baoshan aus drei Straßenvierteln und neun Großgemeinden zusammen. Diese sind:
| Straßenviertel Youyi Lu (友谊路街道), Regierungssitz des Stadtbezirks; Straßenviertel Wusong (吴淞街道); Straßenviertel Zhangmiao (张庙街道); Großgemeinde Dachang (大场镇); Großgemeinde Gaojing (高境镇); Großgemeinde Gucun (顾村镇); | Großgemeinde Luodian (罗店镇); Großgemeinde Luojing (罗泾镇); Großgemeinde Miaohang (庙行镇); Großgemeinde Songnan (淞南镇); Großgemeinde Yanghang (杨行镇); Großgemeinde Yuepu (月浦镇). |

## Nahverkehr
Baoshan ist zu erreichen mit der Metro Shanghai
- Linie 1. Stationen: Tonghe Xincun, Hulan Road, Gongfu Xincun, Bao'an Highway, West Youyi Road und Fujin Road
- Linie 3. Stationen: West Yingao Road, South Changjiang Road, Songfa Road, Zhanghuabang, Songbin Road, Shuichan Road, Baoyang Road, Youyi Road, Tieli Road und North Jiangyang Road
- Linie 7. Stationen: Meilan Lake, Luonan Xincun, Panguang Road, Liuhang, Gucun Park, Qihua Road, Shanghai University, Nanchen Road, Shangda Road, Changzhong Road, Dachang Town, Xingzhi Road und Dahuasan Road